# Lijevi Degoj
Lijevi Degoj – wieś w Chorwacji, w żupanii zagrzebskiej, w gminie Pokupsko. W 2011 roku liczyła 69 mieszkańców.